# Liste der Baudenkmäler in Hainsfarth
Auf dieser Seite sind die Baudenkmäler in der schwäbischen Gemeinde Hainsfarth zusammengestellt. Diese Tabelle ist eine Teilliste der Liste der Baudenkmäler in Bayern. Grundlage ist die Bayerische Denkmalliste, die auf Basis des Bayerischen Denkmalschutzgesetzes vom 1. Oktober 1973 erstmals erstellt wurde und seither durch das Bayerische Landesamt für Denkmalpflege geführt wird. Die folgenden Angaben ersetzen nicht die rechtsverbindliche Auskunft der Denkmalschutzbehörde.
 Die Liste gibt den Fortschreibungsstand vom 25. Mai 2018 wieder und umfasst 24 Baudenkmäler.

## Baudenkmäler nach Ortsteilen

### Hainsfarth
| Lage                                                           | Objekt                                                              | Beschreibung | Akten-Nr.                        | Bild                                                                |
| -------------------------------------------------------------- | ------------------------------------------------------------------- | --- | -------------------------------- | ------------------------------------------------------------------- |
| Gunzenhausener Straße 1 (Standort)                             | Katholische Kapelle St. Anna                                        | Saalbau mit nicht eingezogenem dreiseitig geschlossenen Chor, Strebepfeilern und Dachreiter, an das ehemalige Siechenhaus angebaut, wohl 15. Jahrhundert, wohl Ende 16. Jahrhundert erneuert, 1609 erweitert; mit Ausstattung. | D-7-79-154-2 Wikidata            | weitere Bilder                                                      |
| Gunzenhausener Straße 1 (Standort)                             | Ehemaliges Siechenhaus                                              | Eingeschossiger Satteldachbau mit Freitreppen an der Traufseite, Ende 16. Jahrhundert, nach Norden erweitert und überformt. | D-7-79-154-2 zugehörig Wikidata  | Ehemaliges Siechenhaus                                              |
| Gunzenhausener Straße 1 (Standort)                             | Friedhof                                                            | Mit Grabdenkmälern des 17. bis 19. Jahrhunderts, im 17. Jahrhundert erweitert, 1780–1869 als städtischer Friedhof von Oettingen genutzt; Friedhofseinfassung, wohl 17./18. Jahrhundert. | D-7-79-154-2 zugehörig Wikidata  | Friedhof                                                            |
| Gunzenhausener Straße 1 (Standort)                             | Grabdenkmal für Johann Heinrich Herrmans (Rathsbürger und Gastwirt) | Auf rechteckigem Postament ein Obelisk mit Engelsfigur, um 1803. | D-7-79-154-2 zugehörig Wikidata  | Grabdenkmal für Johann Heinrich Herrmans (Rathsbürger und Gastwirt) |
| Hauptstraße 8 (Standort)                                       | Ehemaliges oettingisches Amtshaus, jetzt Gasthaus                   | Zweigeschossiger Satteldachbau mit geschweiften Giebeln, Gurtgesims und polygonalen Eckerkern im Westen sowie polygonalem Turmanbau im Süden, zweite Hälfte 17. Jahrhundert. | D-7-79-154-3 Wikidata            | BW                                                                  |
| Heimostraße (Standort)                                         | Bildstock                                                           | Pfeiler mit abgefasten Kanten, Zeltdach und Stichbogennische, wohl 17. Jahrhundert. | D-7-79-154-10 Wikidata           | weitere Bilder                                                      |
| Jurastraße 10 (Standort)                                       | Ehemalige Synagoge, seit 1996 Begegnungsstätte                      | Zweigeschossiger Satteldachbau mit reicher Fassadengliederung im maurischen Stil und vorkragender Thoranische im Osten, 1857 ff. von Johann Michael Meyer, nach Plänen von Matthias Seemüller in der Art Eduard Bürklein, 1938 verwüstet; mit Ausstattung. | D-7-79-154-4 Wikidata            | weitere Bilder                                                      |
| Jurastraße 12 (Standort)                                       | Ehemalige jüdische Schule und Wohnung des jüdischen Kantors         | Zweigeschossiger Putzbau mit Satteldach, dendrochronologisch datiert auf 1810. | D-7-79-154-21 Wikidata           | Ehemalige jüdische Schule und Wohnung des jüdischen Kantors         |
| Jurastraße (Standort)                                          | Bildstock                                                           | Vierseitiger, sich nach oben verjüngender Pfeiler mit Satteldach und Stichbogennische, 17. Jahrhundert. | D-7-79-154-8 Wikidata            | BW                                                                  |
| Nähe Jurastraße; Jurastraße 45 (Standort)                      | Jüdischer Friedhof                                                  | Mit 272 Grabsteinen von 1850 bis 1939, 1849/50 angelegt; Friedhofsmauer, 1849/50. | D-7-79-154-5 Wikidata            | weitere Bilder                                                      |
| Megesheimer Feld (Standort)                                    | Bildstock                                                           | Pfeiler mit Bandgesims, rechteckigem Gehäuse mit Korbbogennischen und Pyramidendach, im Kern wohl 16./17. Jahrhundert, stark erneuert. | D-7-79-180-9 Wikidata            | weitere Bilder                                                      |
| Megesheimer Feld; östlich am Hang des Büschelberges (Standort) | Feldkapelle                                                         | Rechteckiges Gehäuse mit Satteldach und korbbogiger Öffnung, wohl 18. Jahrhundert. | D-7-79-154-7 Wikidata            | Feldkapelle                                                         |
| Mühlstraße 1, 3 (Standort)                                     | Zwei ehemalige jüdische Wohnhäuser                                  | Wohnstallhaus, eingeschossiger, verputzter Massivbau mit Satteldach, wohl 18. Jh., Schleppgaube 1948; Wohnstallhaus, zweigeschossiger, verputzter Massivbau mit Satteldach, 1812 | D-7-79-154-26                    | BW                                                                  |
| Pfarrgasse 1 (Standort)                                        | Katholische Pfarrkirche Sankt Andreas                               | Saalbau mit nicht eingezogenem Rechteckchor, Strebepfeilern an den Gebäudeecken, leicht abgewinkeltem Turm mit Geschossgesims, Ecklisenen, Rundbogenfries und Tierköpfen im unteren Geschoss sowie Sakristeianbau südlich an Schiff und Chor, Turmunterbau romanisch, wohl Mitte 13. Jahrhundert, Glockengeschoss um 1340, Neubau Chor und Langhaus 1653, 1907 nach Westen verlängert; mit Ausstattung. | D-7-79-154-1 Wikidata            | weitere Bilder                                                      |
| Pfarrgasse 1 (Standort)                                        | Friedhofsummauerung                                                 | 16./17. Jahrhundert. | D-7-79-154-1 zugehörig Wikidata  | Friedhofsummauerung                                                 |
| Pfarrgasse 4 (Standort)                                        | Katholisches Pfarrhaus                                              | Zweigeschossiger Walmdachbau mit Sonnenuhr, im Kern zweite Hälfte 18. Jahrhundert, Sonnenuhr 1788 (bezeichnet). | D-7-79-154-6 Wikidata            | BW                                                                  |
| Römerstraße (Standort)                                         | Bildstock                                                           | Pfeiler mit wenig erweitertem Gehäuse mit Satteldach und Spitzbogennische, 17./18. Jahrhundert. | D-7-79-154-9 Wikidata            | weitere Bilder                                                      |
| Rosenäcker (Standort)                                          | Drei Bildstöcke, mittlerer Bildstock                                | Auf oktogonalem Pfeiler ein rechteckiges Gehäuse mit Profilgesimsen, Stichbogennischen, Pyramidendach und filialartigen Aufsätzen, 16./17. Jahrhundert, 1673 neu aufgemauert. | D-7-79-154-11 Wikidata           | weitere Bilder                                                      |
| Rosenäcker (Standort)                                          | Drei Bildstöcke, linker Bildstock                                   | Pfeiler mit rechteckigen Gehäuse, Satteldach und Stichbogennische, 16./17. Jahrhundert. | D-7-79-154-11 zugehörig Wikidata | weitere Bilder                                                      |
| Rosenäcker (Standort)                                          | Drei Bildstöcke, rechter Bildstock                                  | Pfeiler mit rechteckigen Gehäuse, Satteldach und Stichbogennische, 16./17. Jahrhundert. | D-7-79-154-11 zugehörig Wikidata | weitere Bilder                                                      |
| Rosenäcker (Standort)                                          | Steinkreuz                                                          | Wohl Sühnekreuz, spätmittelalterlich. | D-7-79-154-12 Wikidata           | weitere Bilder                                                      |

### Aumühle
| Lage                 | Objekt                                       | Beschreibung | Akten-Nr.              | Bild                                         |
| -------------------- | -------------------------------------------- | --- | ---------------------- | -------------------------------------------- |
| Aumühle 1 (Standort) | Ehemalige Mühle und Sägewerk, jetzt Sägewerk | Aus mehreren Gebäuden bestehender Baukomplex, um 1200 erstmals erwähnt. Hauptgebäude, zweigeschossiger Satteldachbau mit Zwerchhaus und Schweifgiebeln, erste Hälfte 18. Jahrhundert, mehrfach erweitert; Nebengebäude, zweigeschossiger Satteldachbau mit Schweifgiebeln und Giebelgesimsen, erste Hälfte 18. Jahrhundert, nach Norden mehrfach erweitert; Torpfeiler, mit Vasen- und Figurenaufsätzen; Einfriedung, Zaun- und Portalpfeiler mit Vasen- und Figurenaufsätzen, 18. Jahrhundert; Reste des Barockgartens, mit durch Wege definierten Kompartimenten und Wasserbassin, 18. Jahrhundert. | D-7-79-154-13 Wikidata | Ehemalige Mühle und Sägewerk, jetzt Sägewerk |

### Steinhart
| Lage                                 | Objekt                                                                                           | Beschreibung | Akten-Nr.                        | Bild           |
| ------------------------------------ | ------------------------------------------------------------------------------------------------ | --- | -------------------------------- | -------------- |
| Altenschloßholz (Standort)           | Burgruine                                                                                        | Erhalten sind bis zu sechs Meter hohe Mauern einer rechteckigen Anlage mit Buckelquadern an den Ecken und stichbogigem Tor sowie der Halsgraben, nach Aufgabe der alten Burg um 1328 errichtet, ab 1359 in wechselndem Besitz, 1532 in schlechtem baulichen Zustand, wohl 1634 zerstört.               | D-7-79-154-18 Wikidata           | Burgruine      |
| Altenschloßholz; Buchholz (Standort) | Grenzstein zwischen ehemaligem oettingen-spielbergischen und preußisch-ansbachischem Territorium | Mit Wappen Oettingen-Spielberg, 1796. | D-7-79-154-24                    | BW             |
| Burgstraße 7 (Standort)              | Ehemaliges jüdisches Schul- und Gemeindehaus mit Mikwe                                           | zweigeschossiger, verputzter Massivbau mit Walmdach, von Dionys Streicher, 1843/44 | D-7-79-154-25                    | BW             |
| Frankenstraße 13 (Standort)          | Wohnhaus, ehemaliges jüdisches Wohnhaus, heute Vereinsheim                                       | Zweigeschossiger Bau mit Schopfwalmdach, mittiger stichbogiger Toreinfahrt, Ecklisenen und spätklassizistischen Putzornamenten, zweites Viertel 19. Jahrhundert. | D-7-79-154-15 Wikidata           | BW             |
| Frankenstraße 16 (Standort)          | Ehemaliges Gasthaus                                                                              | Zweigeschossiger Walmdachbau mit profiliertem Traufgesims und stichbogigem Eingang, im Kern zweite Hälfte 18. Jahrhundert, im 19. Jahrhundert verändert. | D-7-79-154-16 Wikidata           | BW             |
| Frankenstraße 18 (Standort)          | Evangelisch-lutherisches Pfarrhaus                                                               | Zweigeschossiger Bau mit Schopfwalmdach, Ecklisenen und profiliertem Traufgesims, von Johann David Steingruber, 1745 f.; Pfarrstadel, erdgeschossiger Satteldachbau mit segmentbogigen Toren, im Kern zweite Hälfte 18. Jahrhundert.                                                                   | D-7-79-154-17 Wikidata           | BW             |
| Frankenstraße 20 (Standort)          | Evangelisch-lutherische Pfarrkirche St. Peter und Paul                                           | Chorturmkirche, Saalbau mit eingezogenem Rechteckchor im Chorturm mit Oktogon und durch Ecklisenen gegliedertem Außenbau, Turmunterbau mittelalterlich, wohl 14. Jahrhundert, Kirchenschiff und Turmoktogon im Markgrafenstil durch Johann David Steingruber, 1752 f., Spitzhelm wohl 19. Jahrhundert. | D-7-79-154-14 Wikidata           | weitere Bilder |
| Frankenstraße 20 (Standort)          | Kirchhofmauer                                                                                    | Zweite Hälfte 18. Jahrhundert. | D-7-79-154-14 zugehörig Wikidata | BW             |
| Judenbuck (Standort)                 | Jüdischer Friedhof                                                                               | Auf dem Gelände der abgegangenen Vorgängerburg mit Burggraben, mit 99 Grabsteinen vom Ende des 18. Jahrhunderts bis ins 19. Jahrhundert, im 18. Jahrhundert angelegt, 1883 mit der Auflösung der Gemeinde wohl nicht mehr genutzt.                                                                     | D-7-79-154-19 Wikidata           | BW             |
| Schützenstraße 9 (Standort)          | Wohnhaus, ehemaliges jüdisches Wohnhaus                                                          | Dreigeschossiger Satteldachbau mit vorkragenden Obergeschossen, Fachwerk im zweiten Ober- und Giebelgeschoss verschalt, 19. Jahrhundert. | D-7-79-154-22 Wikidata           | BW             |

### Wornfeld
| Lage                   | Objekt        | Beschreibung | Akten-Nr.              | Bild          |
| ---------------------- | ------------- | --- | ---------------------- | ------------- |
| In Wornfeld (Standort) | Weilerkapelle | Gehäuse mit dreiseitigem Schluss und Dachreiter über der Giebelfassade, letztes Viertel 19. Jahrhundert, wohl 1890. | D-7-79-154-20 Wikidata | Weilerkapelle |